# HD 191263
HD 191263，又名BD+10 4189，SAO 105743、HR 7700，是一颗恒星，视星等为6.31，位于銀經51.62，銀緯-11.78，其B1900.0坐标为赤經20h 3m 52.1s，赤緯+10° -11.78′ 4″。